# Het Rubenshuis te Antwerpen
Het Rubenshuis te Antwerpen zijn twee gravures gemaakt door Jacob Harrewijn in 1684 en 1692. Ze behoren tot de oudst bekende afbeeldingen van het Rubenshuis en zijn gemaakt in opdracht van de eigenaar van het huis, Hendrik Hillewerve. De schilder wenste dat enkel de mooiste delen van het Rubenshuis zichtbaar zouden zijn, dus werden de volgens hem minder mooie delen in een schaduw geplaatst. Onder andere de portiek, het atelier, de tuin en het paviljoen werden buiten de schaduw geplaatst. Op de jongste prent is de portiek weggelaten, zodat de tuin en het atelier helemaal op de gravure stonden.
De prenten zijn gebruikt voor de restauratie van het Rubenshuis in 1940.

## Bron
- Rubenshuis, de Hoogtepunten (brouchure van de tour door het Rubenshuis)